# Esercito del Sud-est
L'Esercito del Sud-est (in russo Армия Юго-Востока?) è stata la principale forza armata della Repubblica Popolare di Lugansk. Si formò nell'Oblast' di Luhans'k durante le proteste filorusse in Ucraina che avrebbero portato alla guerra del Donbass.

## Storia
Nell'aprile del 2014, un gruppo di manifestanti filorussi prese d'assalto il quartiere generale del SBU di Lugansk, riuscendo a sequestrare armi e formare una milizia armata.
La prima unità ad essere creata fu il Battaglione "Zarja", nel maggio del 2014.